# Авл Корнелий Косс Арвина
Авл Корне́лий Косс Арви́на (лат. Aulus Cornelius Cossus Arvīna; умер после 320 года до н. э.) — римский военачальник и политический деятель из патрицианского рода Корнелиев, консул 343 и 332 годов до н. э. Участник Самнитских войн, дважды удостаивавшийся за свои победы триумфа.

## Биография
Авл Корнелий принадлежал к знатному патрицианскому роду этрусского происхождения. Корнелии Коссы были ветвью Корнелиев Малугинских; отцом Авла был предположительно Публий Корнелий Рутил Косс, военный трибун с консульской властью 408 года до н. э.
В 353 году до н. э., когда город Цере поддержал старого врага Рима — Тарквинии, сенат назначил диктатором Тита Манлия Торквата, а начальником конницы стал Авл Корнелий. Заключить выгодный мир с Цере удалось без войны. Четырьмя годами позже Авл Корнелий снова был начальником конницы при том же диктаторе, назначенном для проведения выборов, поскольку один из консулов этого года умер до истечения своих полномочий, а другой был занят войной с пиратами.
В 343 году до н. э. Авл Корнелий стал одним из двух консулов-патрициев. Его коллегой был Марк Валерий Корв. Именно в этом году кампанцы попросили у Рима помощи против самнитов, вследствие чего началась Первая Самнитская война. Консулы действовали на разных направлениях: Валерий двинулся в Кампанию (и против него самниты сосредоточили свои основные силы), а Корнелий — в Самний.
Войско Авла Корнелия из-за неосторожности консула оказалось в горном ущелье, где все господствующие высоты были заняты врагом. Отряд военного трибуна Публия Деция Муса смог занять одну из возвышенностей, и самнитам пришлось разделить свои силы и отказаться от атаки. Ночью отряд Деция присоединился к Корнелию, римляне напали на самнитов и нанесли им полное поражение: Ливий говорит о тридцати тысячах убитых.
За эту победу Авл Корнелий получил триумф, совместный с Марком Валерием Корвом. При этом остаётся непрояснённым вопрос о том, соответствуют ли действительности описания римских побед в Первой Самнитской войне, созданные Титом Ливием. Это относится и к победе Авла Корнелия.
В 332 году до н. э. Авл Корнелий стал консулом во второй раз — вместе с Гнеем Домицием Кальвином. При этом интеррексом, проводившим выборы, был его коллега по первому консульству. Год в целом был мирным; когда появились слухи о галльской угрозе, сенат назначил диктатора.
В 322 году до н. э. Авл Корнелий сам стал диктатором. Согласно одним источникам, его задачей на этой должности было только подать знак выпускать четверни на Римских играх; согласно другим, он был назначен для войны с самнитами и одержал победу в сражении благодаря тому, что конница противника фактически вышла из боя ради грабежа обоза. После этого самниты предложили Риму мир на прежних условиях, но сенат им отказал, рассчитывая добиться более существенных уступок. Авл Корнелий же получил за свою победу триумф. В историографии рассказ Ливия об этих событиях подвергают сомнению.
В 320 году до н. э. Авл Корнелий стал членом жреческой коллегии фециалов.

## Потомки
Сыновьями Авла Корнелия были Авл Корнелий Арвина, фециал, и Публий Корнелий Арвина, консул 306 и 288 годов до н. э.